# Julie White
Julie Karen White (San Diego, 4 juni 1961 of 1962) is een Amerikaans actrice. Ze won in 2007 een Tony Award voor haar hoofdrol als Diane in het toneelstuk The Little Dog Laughed. Daarentegen werd ze in 2010 genomineerd voor de Razzie Award voor slechtste vrouwelijke bijrol voor het spelen van Judy Witwicky in de sciencefiction-actiefilm Transformers: Revenge of the Fallen.
White debuteerde in 1991 als actrice met een naamloos rolletje in de misdaadserie Law & Order. Anderhalf jaar later kreeg ze een vaste rol in de komedieserie Grace Under Fire. Hierin speelde ze in 97 afleveringen Nadine Swoboda, de buurvrouw en vriendin van hoofdpersonage Grace Kelly (Brett Butler). White maakte haar debuut op het witte doek in 1999, als Cindy in Flypaper. Dat was het begin van een filmcarrière waarin ze onder meer Judy Witwicky speelde in zowel Transformers (2007) als verschillende vervolgen daarop.

## Filmografie
*Exclusief televisiefilms
- Lincoln (2012)
- Hello I Must Be Going (2012)
- Language of a Broken Heart (2011)
- Inside Out (2011)
- Transformers: Dark of the Moon (2011)
- Our Idiot Brother (2011)
- Morning (2010)
- Transformers: Revenge of the Fallen (2009)
- Monsters vs Aliens (2009, stem)
- Breaking Upwards (2009)
- Michael Clayton (2007)
- The Nanny Diaries (2007)
- Transformers (2007)
- The Astronaut Farmer (2006)
- War of the Worlds (2005)
- Sunday on the Rocks (2004)
- Slap Her, She's French (2002)
- Say It Isn't So (2001)
- Flypaper (1999)

## Televisieseries
*Exclusief eenmalige gastrollen
- Designated Survivor - lorraine zimmer (2019, 10 afleveringen)
- Alpha House - Maddie Biggs (2013-...)
- Go On - Anne (2012-2013, 22 afleveringen)
- Cavemen - Leslie McKinney (2007-2008, zeven afleveringen)
- Law & Order: Special Victims Unit - Dr. Anne Morella  (2003-2007, vijf afleveringen)
- Desperate Housewives - Amanda (2006, twee afleveringen)
- Six Feet Under - Mitzi Dalton Huntley (2001-2002, vier afleveringen)
- Grace Under Fire - Nadine Swoboda (1993-1997, 97 afleveringen)

- International Standard Name Identifier: 0000 0000 7138 2588
- Library of Congress Control Number: no2009152465
- Nationale Bibliotheek van Israël: 987007413394305171
- Nationale Bibliotheek van Polen: a0000001823644
- Virtual International Authority File: 100828727
- WorldCat: E39PBJpPyGFc7tqxPm4JQpT8md